# 호파 (영화)
《호파》(영어: Hoffa)는 미국에서 제작된 대니 더비토 감독의 1992년 전기 범죄 드라마 영화이다. 잭 니컬슨 등이 출연하였고, 콜더컷 처브 등이 제작에 참여하였다. 실존 인물인 지미 호파의 일대기를 다루었다.

## 출연진
- 잭 니컬슨
- 대니 더비토
- 아먼드 아산티
- J. T. 월시
- 존 C. 라일리
- 케빈 앤더슨
- 존 P. 라이언
- 프랭크 훼일리
- 너탈리아 노굴리치
- 니컬러스 프라이어
- 로버트 프로스키
- 폴 길포일
- 캐런 영
- 클리프 고먼
- 브루노 커비
- 존 패브로
- 팀 버턴

## 기타 제작진
- 공동 제작: 해럴드 슈나이더
- 협력 제작: 윌리엄 바클리 맬컴, 데이비드 매밋
- 미술: 아이다 랜덤
- 의상: 데버라 린 스콧
- 미술 보조: 거숀 긴즈버그